# Håbolsängs lövskog
Håbolsängs lövskog är ett naturreservat i Dals-Eds kommun i Västra Götalands län.
Området är naturskyddat sedan 2016 och är 11 hektar stort. Reservatet omfattar tidigare inägor till byn Äng med en bäck som omges av svaga höjder. Reservatet består av skog av asp.